# ダークホース (お笑いコンビ)
ダークホースは、ニュースタッフプロダクションに所属していた日本のお笑いコンビ。
HPによると2001年6月結成、2019年12月解散。突然の解散だったという。主に漫才を行っていた。新宿三丁目にあるそっくり館キサラにも出演し、各々がMCとしても活動している。

## メンバー
山出 雄大（やまで ゆうだい、1976年5月6日 - ）(48歳)
- ボケ・ネタ作り担当。
- 東京都文京区出身。
- 血液型B型。169.6 - 7cm、58.334kg。
- 東京都立竹早高等学校卒業。
- 趣味は巨人軍応援とバレーボール。
- 無類のテレビっ子でドラマの第1回は全て観るらしい[要出典]。
- 特技はモノマネ[2]。
- 姓名判断を少しかじっており[2]、同じ事務所の音楽芸人こまつ、石田純一のものまねタレント・小石田純一の命名者は山出との事[3]。
- 将来の夢は小説家。
- 東京ドームのテレビを試合前に点けて、試合後に消すバイトをしていた。
- 本人曰く「夜の仕事の女性にモテる」との事[要出典]。
- 亡き祖父は文京区の区議会議員[要出典]。
- 原辰徳と常盤貴子の大ファン[4][5]。
- シャンディ・ガフを好んで飲む[要出典]。
- 日本テレビのものまねグランプリで結成された山崎まさよし軍団のメンバーだったが、2016年4月5日の放送回からB'z軍団の一員となった。
- 野球そっくりさん軍団・偽JAPANのメンバーで、「江川すぐれない」という別名も持つ[6]。
- 解散後は『ダークホース山出』として活動。

江原 寅次郎（えはら とらじろう、本名：江原 純一（えはら じゅんいち）1977年3月22日 - ）(47歳)
- ツッコミ担当。
- 北海道夕張市出身。血液型A型。163cm、55kg[2]。
- 東京都立竹早高等学校 → 明治大学政治経済学部卒業[7]。
- 趣味はスニーカー収集と日本ハムファイターズ観戦[2]。
- 特技はプロレス[2]。
- バツイチである（2010年末に離婚）[8]。
- 急激に痩せたため、久しぶりに会う人に命の心配をされるらしい[要出典]。
- バイト先はセブンイレブンで、副店長を任されている（店長になりかけたこともあった）[9]。
- コザック前田（ガガガSP）と仲が良い[要出典]。
- 離婚後、性欲が全くなくなったらしい[要出典]。
- 解散後は、芸能界を引退。

## 概要
- 中学は違う学校だったものの、共通の友人を通して知り合いだった。その後高校で同級生となる。
- 2人で初詣に行ったとき、願い事が2人とも「とんねるずになりたい」だったためコンビ結成となった（後に山出はこのエピソードが江原の狂言だと発言している。実際、江原はさまぁ〜ずのファンだった[7]）。
- 「MANE八分目」というモノマネライブを芸人仲間の古賀シュウと共に主催していたが、現在は「ものまねキング」というライブ名にリニューアルし不定期で行っている。
- 『爆笑オンエアバトル』（NHK総合）では初挑戦（2006年4月14日放送回）でいきなりオーバー500を記録してトップ通過を果たすと、2回目の挑戦（2006年6月23日放送回、静岡県・富士市収録）でも493KBと高得点を記録し3位オンエア。このように幸先の良いスタートだったがその後は一転して調子を落としてしまい2連敗（しかもどちらも最下位オフエア）。それ以降は出場していない。

## ネタ
- 山出がボケて江原がツッコむオーソドックスな漫才の他に、お互いがモノマネをしながら行う「モノマネ漫才」がある。
- 漫才のネタ終わりには江原が「いい加減に紫蘇!」と言い、山出が「体にいい」と締める。いい加減に○○パターンは50種類ほどある（「いい加減に死語!」に対し「銀座でフィーバー!」など）。
- 山出が掛布雅之を演じ、江原が阪神ファンを演じる「掛布さんのショートコント」なるものがある[10]。
- そっくり館キサラでは「国民の2割の方に分かって頂ければ本望なモノマネシリーズ」をする。
- 山出のモノマネは野球選手を題材にしたものが多く、掛布雅之、原辰徳、桑田真澄、東尾修、江川卓、福本豊、パンチョ伊東など多岐に渡るが[11]伝わるかどうかは別の話との事。
- 江原のモノマネは正岡子規やマハトマ・ガンディーなど偉人ものが多い。
- 『COUNT DOWN TV』や『ランク王国』などのCGモノマネもする[11][12]。
- 江原の離婚を題材にした漫才も行っていた[13]。
- 江原が「うっそ～」が口癖の「トンさん」というキャラクターに扮するコントもある。

## ものまねレパートリー
- 哀川翔
- 相葉雅紀
- 有吉弘行
- 石橋貴明（とんねるず）
- 伊藤一朗（Every Little Thing）
- 伊東一雄
- 稲葉浩志（B'z）
- 噂の!東京マガジンのナレーション
- 江川卓
- 大江千里
- 尾車親方
- 小沢一敬（スピードワゴン）
- CDTVのCGキャラ
- 掛布雅之
- 紙兎ロペ
- 黒柳徹子
- 桑田真澄
- 小宮浩信（三四郎）
- ヘイポー
- 田原総一朗
- 田原俊彦
- 花輪君（ちびまる子ちゃん）
- 原辰徳
- 東尾修
- 平泉成
- 福本豊
- 藤森慎吾（オリエンタルラジオ）
- ペ・ヨンジュン
- 星野源
- ボビー・オロゴン
- 正岡子規
- マハトマ・ガンディー
- 水谷豊
- 南こうせつ
- 山崎まさよし
- 山寺宏一

## 出演
ライブ
- Drive
- しんじゅく杯争奪東京笑い者

テレビ番組
- 爆笑オンエアバトル（NHK総合）戦績2勝2敗 最高509KB
- 笑っていいとも!（フジテレビ）
- とんねるずのみなさんのおかげでした（フジテレビ）
  - 博士と助手〜細かすぎて伝わらないモノマネ選手権〜のコーナー。山出のみ
- あらびき団（TBSテレビ） 山出のみ
- お笑い登龍門 ガッハ（フジテレビ）
- お笑いTV「ニコニコ笑い汁」（MONDO21）
- キャラ☆キング（テレビ朝日）
- ストリートファイターズ（テレビ朝日）
- ものまねグランプリ（日本テレビ）-「ものまねショートSHOW!」コーナー
  - 2009年12月27日は「実写でお送りするカウントダウンTV」を演じる。
  - 2010年3月15日は「実写でお送りするカウントダウンTV 〜昔話編〜」を演じる。
  - 2016年4月5日は「ものまね怒り新党」のネタで有吉弘行を演じる。山出のみ
  - 2016年4月5日の放送回よりB'z軍団に加入。山出のみ
  - 2016年9月27日は「ものまね有吉反省会」のネタで有吉弘行を演じる。山出のみ
  - 2016年9月27日は「ものまねGO」の中で小宮浩信（三四郎）を演じる。山出のみ
- 爆笑レッドカーペット ヤングライオン杯決勝大会（フジテレビ）- 2010年9月25日、キャッチコピーは「飛び出せ!笑いの万馬券」
- 爆笑!ものまねウォーズ（TBSテレビ）- 2011年1月2日
- ハッピーMusic（日本テレビ、2011年4月23日）出演
- 〜あらゆる世界を見学せよ〜潜入!リアルスコープ（フジテレビ）- 2011年5月7日
- 芸人報道（日本テレビ）- 2014年2月24日
- 坂上忍の成長マン!! 祝!坂上忍の成長マン日曜ゴールデン拡大版 愛犬しつけ&ものまね急成長2時間半SP!!（テレビ朝日）- 2014年11月23日 山出のみ
- ぐるナイ!おもしろ荘 若手にチャンスを頂戴今年も誰か売れてSP（日本テレビ、2017年1月1日） - ミニコーナーに出演し、ショートネタおよび特技を披露。